# Stendal (district)
Districtul Stendal este un Kreis în landul Saxonia-Anhalt, Germania. 
1. 1 2 3  GeoNames